# Radostka (Góry Kaczawskie)
Radostka (niem. Freuden-Berg, 532 m n.p.m.) - wzniesienie w południowo-zachodniej Polsce, w Górach Kaczawskich, w Sudetach Zachodnich woj. dolnośląskie.
Wzniesienie znajduje się w Grzbiecie Południowym Gór Kaczawskich, stanowiąc zakończenie bocznego grzbietu ciągnącego się od Łysej Góry ku wschodowi, przez Widok i Krzyżową. Wznosi się nad Podgórkami i Wojcieszowem Dolnym.
Zbudowany ze skał metamorficznych – zieleńców i łupków zieleńcowych, łupków albitowo-serycytowych z grafitem, keratofirów i ortofirów należących do metamorfiku kaczawskiego. Całe wzniesienie porastają lasy świerkowe, a u południowych podnóży ciągną się łąki i pola uprawne.